# Località bandiere blu in Italia (2007)
Elenco delle località italiane insignite della bandiera blu dalla FEE per l'anno 2007.

## Spiagge

### Piemonte
- Cannobio
- Cannero Riviera
- Cannobio-Lido
- Verbania

### Lombardia
- Porto Galeazzi e Viale Gennari di Sirmione
- Lido delle Bionde sul lago di Garda

### Friuli-Venezia Giulia
- Grado
- Lignano Sabbiadoro

### Veneto
- Bibione
- Cavallino-Treporti
- Eracleamare
- Jesolo

### Liguria
- Albissola Marina
- Bergeggi
- Bordighera
- Camporosso
- Celle Ligure
- Chiavari
- Fornaci e Natarella di Savona
- Lavagna
- Lerici
- Moneglia
- Spotorno
- Varazze

### Emilia-Romagna
- Comacchio
- Lidi Ravennati
- Cervia
- Cesenatico
- Bellaria-Igea Marina
- Rimini
- Riccione
- Misano Adriatico
- Cattolica

### Toscana
- Bibbona
- Camaiore
- Castagneto Carducci
- Castiglioncello e Vada di Rosignano Marittimo
- Castiglione della Pescaia
- Cecina-Gorette e Marina di Cecina
- Follonica
- Forte dei Marmi
- Livorno-Antignano e Quercianella
- Marina e Principina di Grosseto
- Pietrasanta
- San Vincenzo
- Monte Argentario

### Marche
- Gabicce Mare
- Pesaro Lido di Ponente e di Levante
- Fano, spiaggia del centro cittadino
- Senigallia
- Sirolo
- Numana, spiagge di Numana Bassa e di Numana Alta
- Porto Recanati, spiaggia di Scossicci
- Civitanova Marche
- Porto San Giorgio
- Cupra Marittima
- Grottammare
- San Benedetto del Tronto

### Lazio
- Anzio
- Gaeta
- Sabaudia
- Sperlonga

### Abruzzo
- Alba Adriatica
- Calata Turchina e molo Sud di San Vito Chietino
- Fossacesia Marina frazione di Fossacesia
- Francavilla al Mare (zone Centro e Alcione)
- Lungomare nord e lido Zara di Giulianova
- Martinsicuro
- Pineto
- Rocca San Giovanni
- Roseto degli Abruzzi
- San Salvo
- Scanno
- Tortoreto
- Vasto-marina e punta Penna di Vasto

### Molise
- Campomarino
- Termoli

### Campania
- Acciaroli e Pioppi di Pollica
- Agropoli
- Ascea
- Santa Maria e San Marco di Castellabate
- Agnone di Montecorice
- Palinuro di Centola
- Pisciotta
- Positano
- Sapri
- Marina di Camerota

### Puglia
- Ginosa
- Ostuni
- Peschici
- Carovigno
- Vieste

### Basilicata
- Maratea

### Calabria
- Cirò Marina
- Roccella Jonica

### Sicilia
- Fiumefreddo di Sicilia
- Menfi
- Pozzallo

### Sardegna
- La Rena Bianca di Santa Teresa Gallura

## Approdi Turistici

### Liguria
- Portosole di Sanremo
- Marina degli Aregai, Santo Stefano al Mare
- Imperia mare
- Marina di Andora
- Porto Luca Ferrari, Alassio
- Vecchia Darsena di Savona
- Cala Cravieu, Celle Ligure
- Porto Carlo Riva di Rapallo
- Marina di Chiavari
- Marina di Portovenere
- Porto Lotti, La Spezia

### Toscana
- Marina di Punta Ala
- Marina di San Rocco, Grosseto
- Marina di Cala Galera

### Lazio
- Porto turistico Riva di Traiano, Civitavecchia
- Marina di Nettuno
- Base nautica Flavio Gioia, Gaeta

### Campania
- Sudcantieri, Pozzuoli
- Porto turistico di Capri
- Porto turistico di Marina di Camerota

### Sardegna
- Marina di Santa Teresa di Gallura
- Porto turistico di Palau
- Marina dell'orso, Poltu Quatu
- Marina di Porto Cervo
- Marina di Portisco
- Marina di Porto Rotondo
- Marina di Porto Ottiolu
- Marina di Baunei e Santa Maria Navarrese
- Marina di Capitana, Quartu Sant'Elena

### Sicilia
- Marina di Portorosa, Furnari
- Pozzallo

### Puglia
- Marina di Brindisi

### Abruzzo
- Marina di Pescara

### Marche
- Porto Turistico di San Benedetto del Tronto
- Marina di Porto San Giorgio
- Porto Turistico di Numana

### Emilia-Romagna
- Portoverde, Misano Adriatico
- Marina di Rimini
- Ravenna, Yacht Club
- Circolo velico ravennate

### Veneto
- Marina di Albarella
- Marina del Cavallino
- Marina 4, Caorle
- Darsena dell'Orologio, Caorle
- Porto Turistico di Jesolo

### Friuli-Venezia Giulia
- Marina di Aquileia
- Darsena Aprilia Marittima
- Marina Punta Faro, Lignano
- Marina Punta Verde, Lignano
- Marina Uno, Lignano
- Porto Vecchio, Lignano
- Marina Capo Nord, Latisana
- Marina Punta dei Gabbiani, Latisana
- Poto San Vito, Grado
- Lega navale italiana, Trieste